# 백종철 (골프인)
백종철(1975년 10월 9일~)은 대한민국의 컬링 선수이다.